# 21. ročník udílení Cen Sdružení filmových a televizních herců
21. ročník udílení Cen Sdružení filmových a televizních herců se konal 25. ledna 2015. Ocenění se předalo nejlepším filmovým a televizním vystoupením v roce 2014. Nominace byly oznámeny 10. prosince 2014. Ceremoniál vysílaly stanice TNT a TBS.

## Vítězové a nominovaní

### Film
| Nejlepší mužský herecký výkon v hlavní roli | Nejlepší ženský herecký výkon v hlavní roli |
| --- | --- |
| - Eddie Redmayne – Teore všeho jako Stephen Hawking - Steve Carell – Hon na lišku jako John Eleuthère du Pont - Michael Keaton – Birdman jako Riggan Thomson - Benedict Cumberbatch – Kód Enigmy jako Alan Turing - Jake Gyllenhaal – Slídil jako Louis Bloom | - Julianne Moore – Pořád jsem to já jako Dr. Alice Howland - Jennifer Aniston – Dort jako Claire Bennett - Felicity Jones – Teorie všeho jako Jane Hawking - Rosemund Pikeová – Zmizelá jako Amy Elliott-Dunne - Reese Witherspoonová – Divočina jako Cheryl Strayed |
| Nejlepší mužský herecký výkon ve vedlejší roli | Nejlepší ženský herecký výkon ve vedlejší roli |
| - J. K. Simmons – Whiplash jako Terence Fletcher - Robert Duvall – Soudce jako soudce Joseph Palmer - Ethan Hawke – Chlapectví jako Mason Evans, Sr. - Edward Norton – Birdman jako Mike Shiner - Mark Ruffalo – Hon na lišku jako Dave Schultz | - Patricia Arquette – Chlapectví jako Olivia Evans - Keira Knightley – Kód Enigmy jako Joan Clarke - Emma Stoneová – Birdman jako Sam Thomson - Meryl Streepová – Čarovný les jako čarodějnice - Naomi Wattsová – Miluj svého souseda jako Daka Paramova             |
| Nejlepší obsazení ve filmu | |
| - Birdman – Zach Galifianakis, Michael Keaton, Edward Norton, Andrea Riseborough, Amy Ryan, Emma Stoneová a Naomi Wattsová - Chlapectví – Patricia Arquette, Ellar Coltrane, Ethan Hawke a Lorelei Linklater - Grandhotel Budapešť – F. Murray Abraham, Mathieu Amalric, Adrien Brody, Willem Dafoe, Ralph Fiennes, Jeff Goldblum, Harvey Keitel, Jude Law, Bill Murray, Edward Norton, Tony Revolori, Saoirse Ronanová, Jason Schwartzman, Léa Seydouxová, Tilda Swintonová, Tom Wilkinson a Owen Wilson - Kód Enigmy – Matthew Beard, Benedict Cumberbatch, Charles Dance, Matthew Goode, Rory Kinnear, Keira Knightley, Allen Leech a Mark Strong - Teorie všeho – Charlie Cox, Felicity Jones, Simon McBurney, Eddie Redmayne, David Thewlis a Emily Watsonová | |
| Nejlepší výkon kaskaderského souboru ve filmu | |
| - Nezlomný - Železná srdce - Get on Up - Příběh Jamese Browna - Hobit: Bitva pěti armád - X-Men: Budoucí minulost | |

### Televize
| Nejlepší mužský herecký výkon v seriálu (drama) | Nejlepší ženský herecký výkon v seriálu (drama) |
| --- | --- |
| - Kevin Spacey – Dům z karet jako Francis Underwood - Steve Buscemi – Impérium – Mafie v Atlantic City jako Nucky Thompson - Peter Dinklage – Hra o trůny jako Tyrion Lannister - Woody Harrelson – Temný případ jako Martin Hart - Matthew McConaughey – Temný případ jako Rust Cohle | - Viola Davis – Vražedná práva jako Annalise Keating - Claire Danesová – Ve jménu vlasti jako Carrie Mathison - Julianna Margulies – Dobrá manželka jako Alicia Florrick - Tatiana Maslany – Orphan Black jako různé postavy - Maggie Smithová – Panství Downton jako Violet - Robin Wrightová – Dům z karet jako Claire Underwood |
| Nejlepší mužský herecký výkon v seriálu (komedie) | Nejlepší ženský herecký výkon v seriálu (komedie) |
| - William H. Macy – Shameless jako Frank Gallagher - Ty Burrell – Taková moderní rodinka jako Phil Dunphy - Louis C.K. – Rozvedený se závazky jako Louie - Jim Parsons – Teorie velkého třesku jako Dr. Sheldon Cooper - Eric Stonestreet – Taková moderní rodinka jako Cameron Tucker | - Uzo Aduba – Holky za mřížemi jako Suzanne „Crazy Eyes“ Warren - Julie Bowen – Taková moderní rodinka – Claire Dunphy - Julia Louis-Dreyfus – Viceprezident(ka) jako Selina Meyer - Edie Falco – Sestička Jackie jako Jackie Peyton - Amy Poehlerová – Parks and Recreation jako Leslie Knope                                     |
| Nejlepší mužský herecký výkon v minisérii nebo TV filmu | Nejlepší ženský herecký výkon v minisérii nebo TV filmu |
| - Mark Ruffalo – Stejná srdce jako Ned Weeks - Adrien Brody – Houdini jako Harry Houdini - Benedict Cumberbatch – Sherlock – Poslední přísaha jako Sherlock Holmes - Richard Jenkins – Olive Kitteridgeová jako Henry Kitteridge - Billy Bob Thornton – Fargo jako Lorne Malvo | - Frances McDormandová – Olive Kitteridgeová jako Olive Kitteridgeová - Ellen Burstynová – Květiny v podkroví jako Olivia Foxworth - Maggie Gyllenhaal – The Honourable Woman jako Nessa Stein - Julia Robertsová – Stejná srdce jako Dr. Emma Brookner - Cicely Tyson – The Trip to Bountiful jako Carrie Watts                   |
| Nejlepší obsazení (drama) | |
| - Panství Downton – Hugh Bonneville, Laura Carmichael, Jim Carter, Brendan Coyle, Michelle Dockeryová, Kevin Doyle, Joanne Froggatt, Lily James, Rob James-Collier, Allen Leech, Phyllis Logan, Elizabeth McGovern, Sophie McShera, Matt Milne, Lesley Nicol, David Robb, Maggie Smithová, Ed Speleers, Cara Theobold a Penelope Wilton - Hra o trůny– Josef Altin, Jacob Anderson, John Bradley-West, Gwendoline Christie, Emilia Clarkeová, Nikolaj Coster-Waldau, Ben Crompton, Charles Dance, Peter Dinklage, Natalie Dormerová, Nathalie Emmanuel, Iain Glen, Julia Glover, Kit Harington, Lena Headeyová,Conleth Hill, Rory McCann, Ian McElhinney, Pedro Pascal, Daniel Portman, Sophie Turner a Maisie Williamsová - Ve jménu vlasti – Numan Acar, Nazanin Boiadi, Claire Danesová, Rupert Friend, Nimrat Kaur, Tracy Letts, Mark Moses, Michael O'Keefe, Mandy Patinkin, Laila Robins a Maury Sterling - Dům z karet – Mahershala Ali, Jayne Atkinson, Rachel Brosanahan, Derek Cecil, Nathan Darrow, Michael Gill, Joanna Going, Sakina Jaffrey, Michael Kelly, Mozhan Marnò, Gerald McRaney, Molly Parker, Jimmi Simpson, Kevin Spacey a Robin Wrightová - Impérium – Mafie v Atlantic City – Steve Buscemi, Paul Calderón, Nicholas Calhoun, Louis Cancelmi, John Ellison Conlee, Michael Countryman, Stephen Graham, Domenick Lombardozzi, Nolan Lyons, Kelly Macdonaldová, Boris McGiver, Vincent Piazza, Paul Sparks, Travis Tope, Shea Whigham, Anatol Yusef a Michael Zegen | |
| Nejlepší obsazení (komedie) | |
| - Holky za mřížemi – Uzo Aduba, Jason Biggs, Danielle Brooks, Laverne Cox, Jackie Cruz, Catherine Curtin, Lea DeLaria, Beth Fowler, Yvette Freeman, Germar Terrell Gardner, Kimiko Glenn, Annie Golden, Diane Guerrero, Michael J. Harney, Vicky Jeudy, Julie Lake, Lauren Lapkusová, Selenis Leyva, Natasha Lyonne, Taryn Manning, Joel Marsh Garland, Matt McGorry, Adrienne C. Moore, Kate Mulgrewová, Emma Myles, Jessica Pimentel, Dascha Polanco, Alysia Savage, Taylor Schilling, Constance Shulman, Dale Soules, Yael Stone, Lorraine Toussaint, Lin Tucci a Samira Wiley - Teorie velkého třesku – Mayim Bialik, Kaley Cuoco, Johnny Galecki, Simon Helberg, Kunal Nayyar, Jim Parsons a Melissa Rauch - Taková moderní rodinka – Aubrey Anderson-Emmons, Julie Bowen, Ty Burrell, Jesse Tyler Ferguson, Nolan Gould, Sarah Hyland, Ed O'Neill, Rico Rodriguez, Eric Stonestreet, Sofía Vergara a Ariel Winterová - Brooklyn 99 – Stephanie Beatriz, Andre Braugher, Terry Crews, Melissa Fumero, Joe Lo Truglio, Chelsea Peretti a Andy Samberg - Viceprezident(ka)– Sufe Bradshaw, Anna Chlumsky, Gary Cole, Kevin Dunn, Tony Hale, Julia Louis-Dreyfus, Reid Scott, Timothy Simons a Matt Walsh | |
| Nejlepší výkon kaskaderského souboru | |
| - Hra o trůny - 24 hodin: Dnes neumírej - Impérium – Mafie v Atlantic City - Ve jménu vlasti - Zákon gangu | |